# Pterodroma magentae
Il petrello della Magenta (Pterodroma magentae (E.Giglioli e T.Salvadori, 1869)) è un uccello marino della famiglia Procellariidae.
Il petrello della Magenta venne avvistato per la prima volta dalla Magenta, una pirocorvetta ad elica della Regia Marina italiana il 22 luglio 1867 nell'oceano Pacifico meridionale tra la Nuova Zelanda e il Sud America. Venne ritenuto estinto per circa 111 anni finché venne avvistato nuovamente nel 1978 da David Crockett nell'angolo sud-orientale dell'Isola Chatham, la maggiore dell'omonimo arcipelago, dove era noto dai moriori col nome di tāiko.

## Biologia

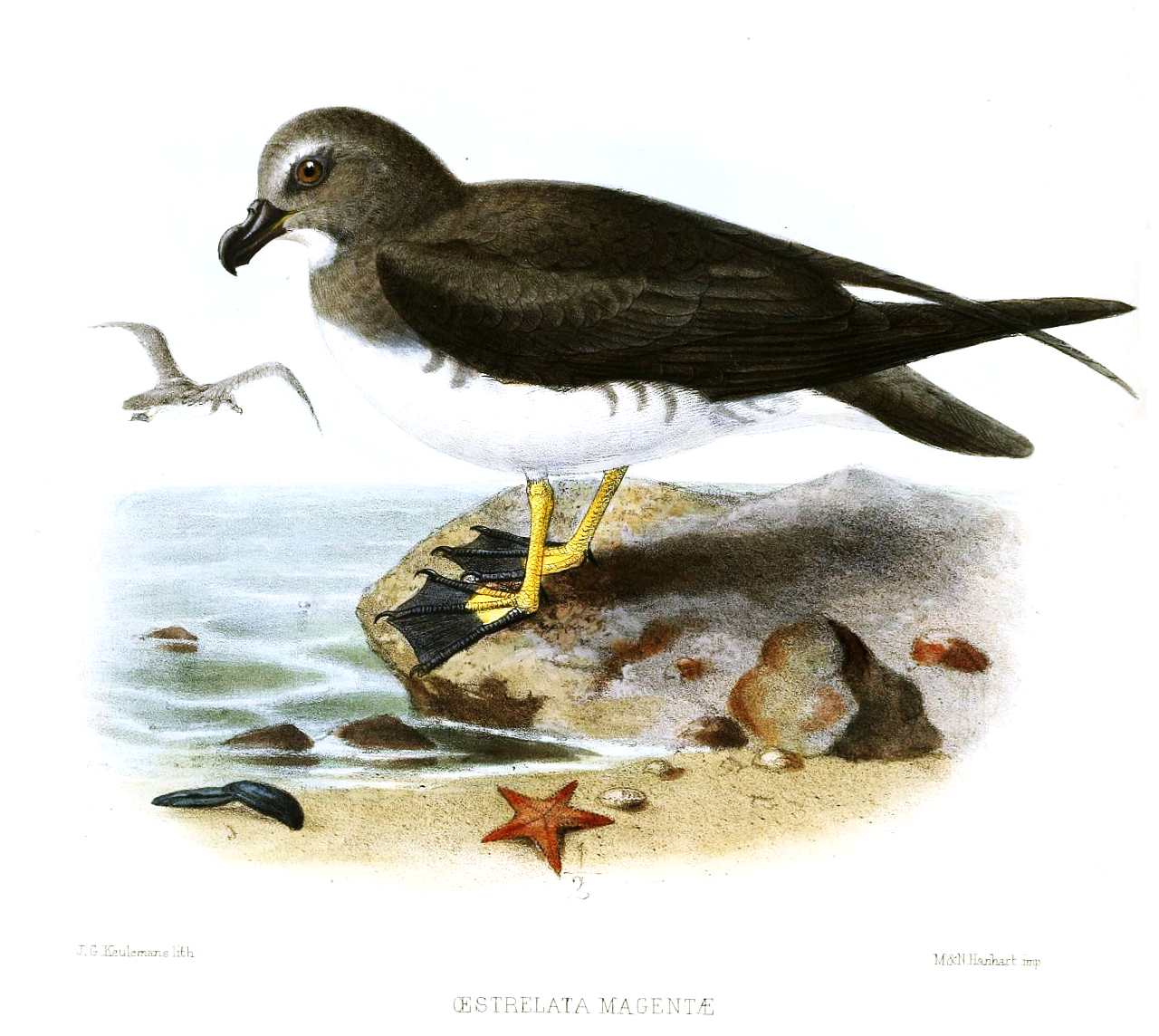

Ha dimensione di circa 40 cm e apertura alare di circa 100 cm. Le ali sono di color marrone-grigio, il lato inferiore delle ali è bruno, il ventre bianco, il becco nero e le gambe rosa.
La nidificazione avviene in colonie all'interno di foreste fitte a circa 5 km dalla costa in cunicoli lunghi fino a 5 metri. Il periodo dell'accoppiamento va da settembre a maggio. Le coppie tendono a formare legami lunghi tutta la vita e viene deposto un uovo all'anno, che viene incubato per 7-8 settimane da entrambi i genitori. Ai tre mesi di vita i pulcini si arrampicano sugli alberi dai quali si lanciano per volare verso il mare.

## Conservazione
La specie è classificata in uno stato di conservazione critico, poiché è stato osservato un calo della popolazione di circa l'80% negli ultimi 50 anni circa, unito a un ristretto habitat, arrivando a circa 120 esemplari e una quindicina di coppie in fase di allevamento nel 2004. Inoltre, ha impattato sulla riduzione della popolazione sia la caccia da parte di moriori e maori sia la presenza di specie introdotte nelle isole Chatham, come gatti, ratti e weka. Negli ultimi anni è stata avviata una strategia di conservazione finalizzata alla preservazione dell'habitat del petrello della Magenta, della loro protezione dai principali predatori e il trasloco dei pulcini in nuove aree di nidificazione al fine di espandere le stesse anche in isole limitrofe, poiché è stato osservato che il petrello tende a tornare lì dove ha imparato a volare. Con queste contromisure il calo della popolazione è stato contenuto e sono stimati meno di 200 esemplari.